# Stazione di Venezia Mestre Ospedale
La stazione di Venezia Mestre Ospedale è una fermata ferroviaria della linea ferroviaria Venezia-Udine, inaugurata nel 2008 per servire il vicino ospedale dell'Angelo.

## Storia

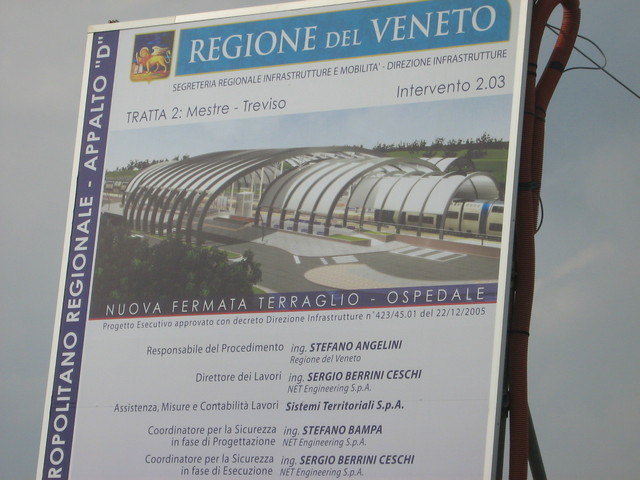
Pannello informativo durante i lavori

La fermata è stata attivata il 30 maggio 2008. Tuttavia il servizio viaggiatori è partito solo il 5 ottobre 2008, prevedendo inizialmente la fermata di un limitato numero di treni regionali (che non coprivano gli orari di punta), fino all'entrata in funzione dell'orario cadenzato nel 2013, nell'ottica dell'attivazione del servizio metropolitano SFMR.
Prima dell'apertura la stazione veniva denominata "Terraglio/Ospedale" o semplicemente "Terraglio".
È stata costruita in due anni (12 ottobre 2006-2008) dalla NET Engineering, con un costo complessivo di 7,7 milioni di euro, per servire il nuovo ospedale dell'Angelo di Mestre (agevolando soprattutto gli utenti provenienti dalla Venezia insulare) e l'area commerciale AEV Terraglio.

## Strutture e impianti

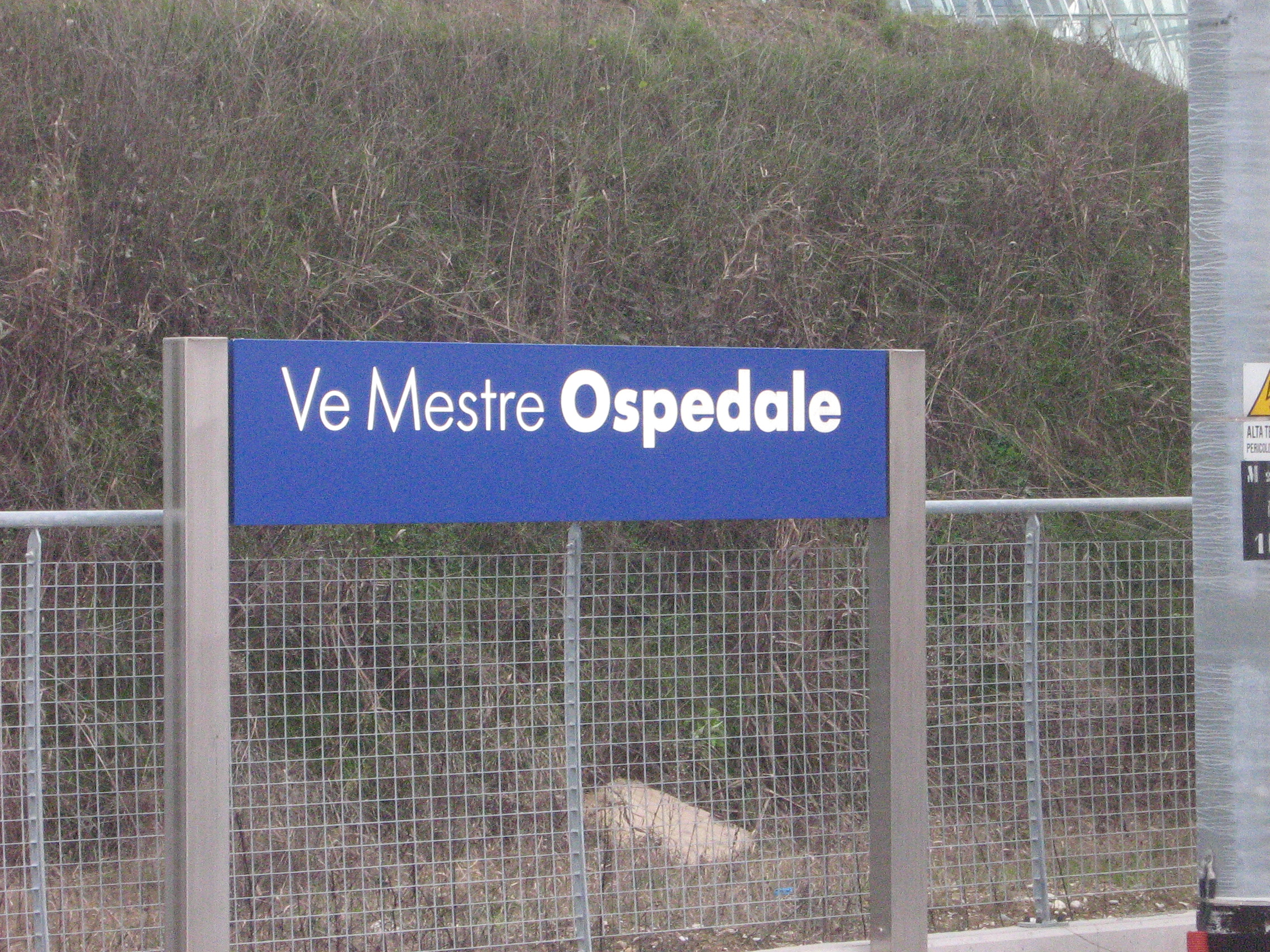
Cartello della stazione

La fermata dispone di due binari serviti da due banchine coperte da una pensilina centrale. Non sono presenti comunicazioni fra i binari, né scalo merci, né fabbricato viaggiatori.

## Movimento
La stazione è servita da treni regionali svolti da Trenitalia nell'ambito del contratto di servizio stipulato con le regioni interessate.

## Servizi
La stazione dispone dei seguenti servizi:
- Accessibilità per portatori di handicap
- Ascensore
- Biglietteria automatica
- Ciclostazione coperta
- Parcheggio
- Sottopassaggio

La fermata è classificata da RFi nella categoria silver.

## Interscambi

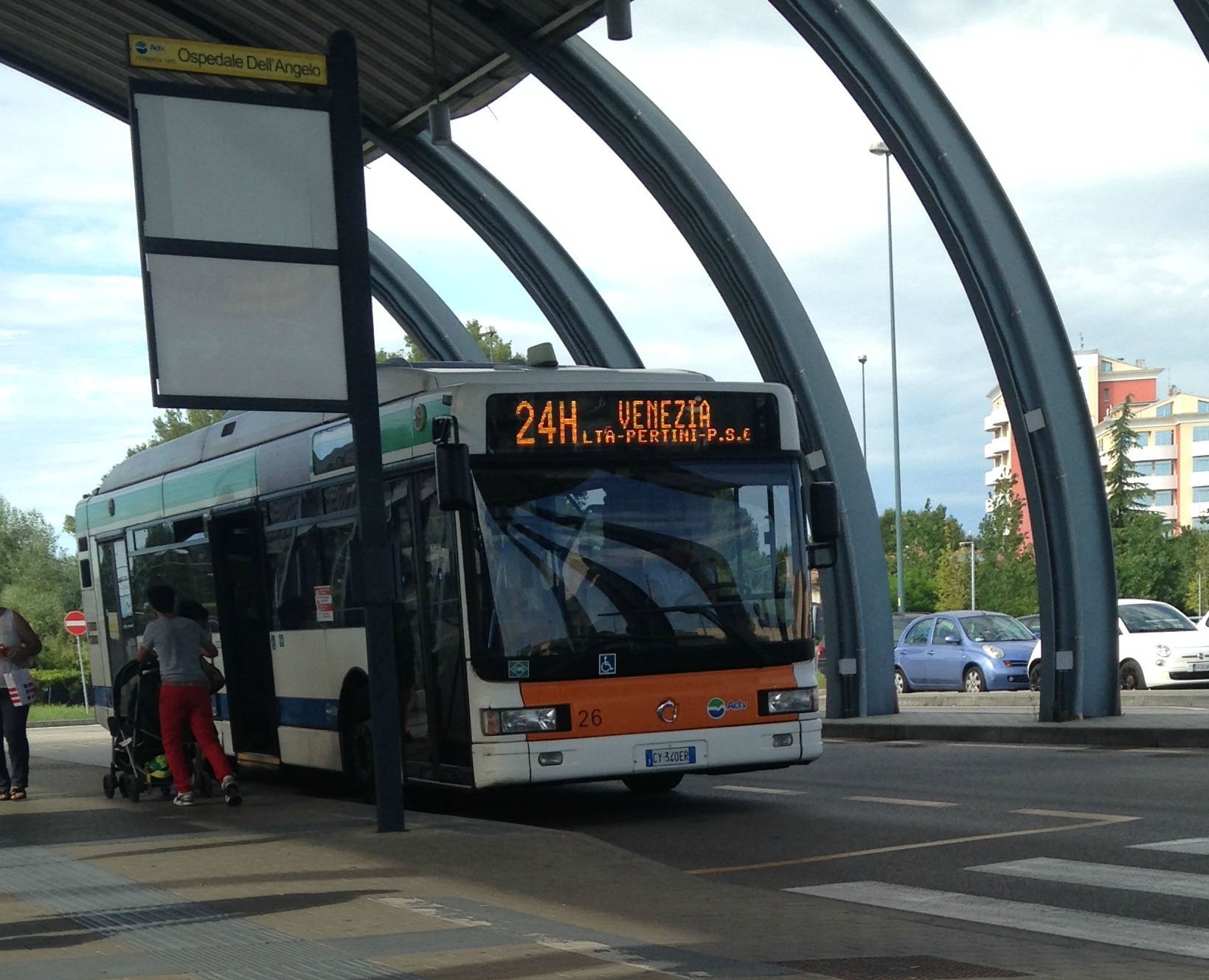
Autobus presso l'interscambio

La fermata è servita da 2 linee urbane feriali ACTV; a poca distanza inoltre si trova la fermata di transito e il capolinea dell'ospedale dell'Angelo.
- Fermata autobus